# Follicolo (botanica)

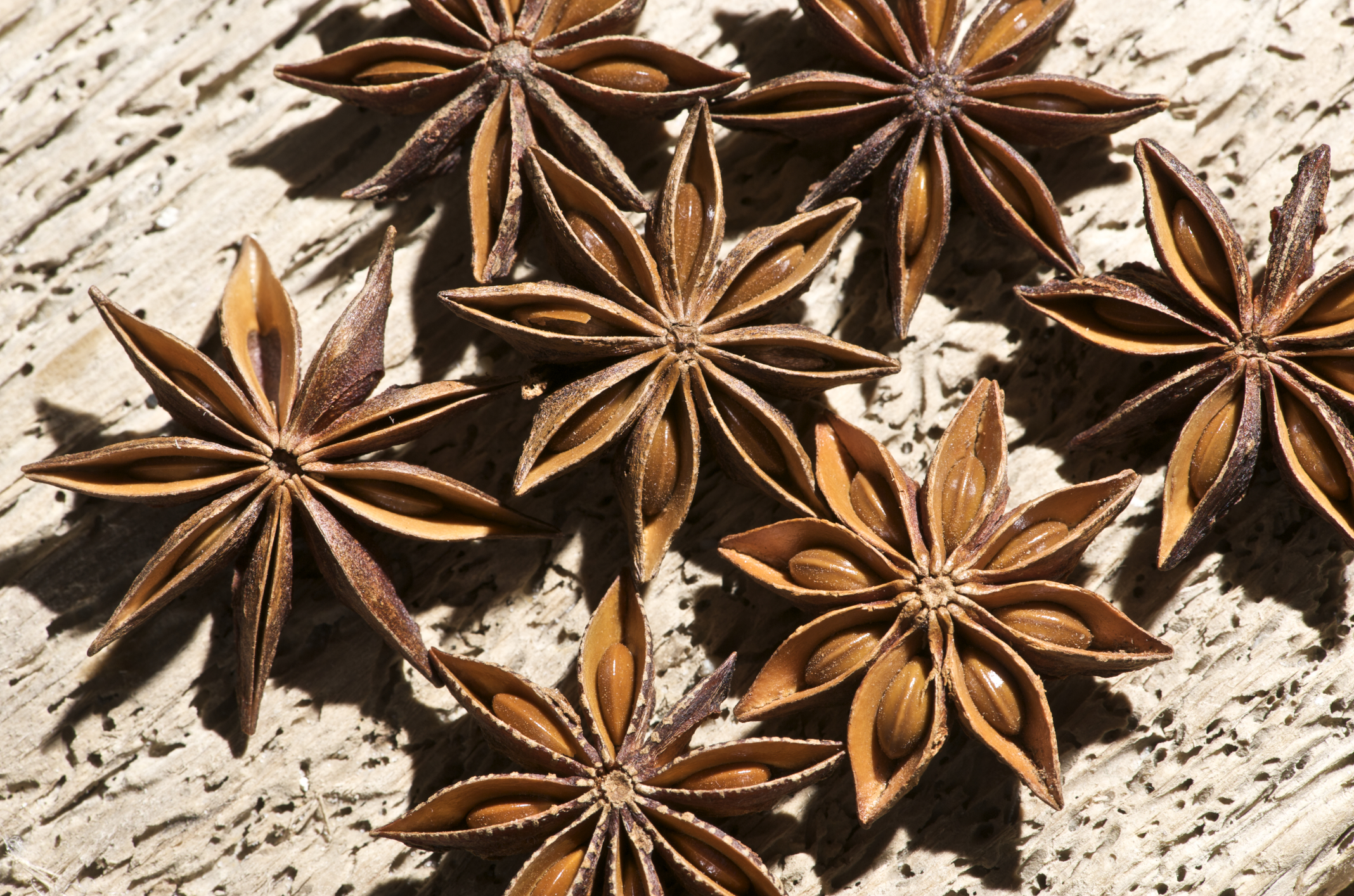
L'anice stellato è il frutto della pianta Illicium verum ed è un follicolo (polifollicolo)

Un follicolo è un frutto secco deiscente (che si apre a maturità) formato da una sola foglia carpellare contenente molti semi. 
Deriva quindi da un ovario monocarpellare, plurispermio, si apre lungo la linea di sutura del carpello (es: Elleboro, Aquilegia).
Questo tipo di frutto si trova in famiglie caratterizzate da fiori con ovari pluricarpellari apocarpici (ovvero con più foglie carpellari che si richiudono singolarmente), principalmente le Ranunculaceae (es. peonia, aquilegia, elleboro ...), le Magnoliaceae (magnolia) e alcune Schisandraceae (anice stellato).
La deiscenza avviene attraverso un'unica fessura longitudinale (a differenza del legume che si apre lungo due linee) che è la linea di sutura del carpello.

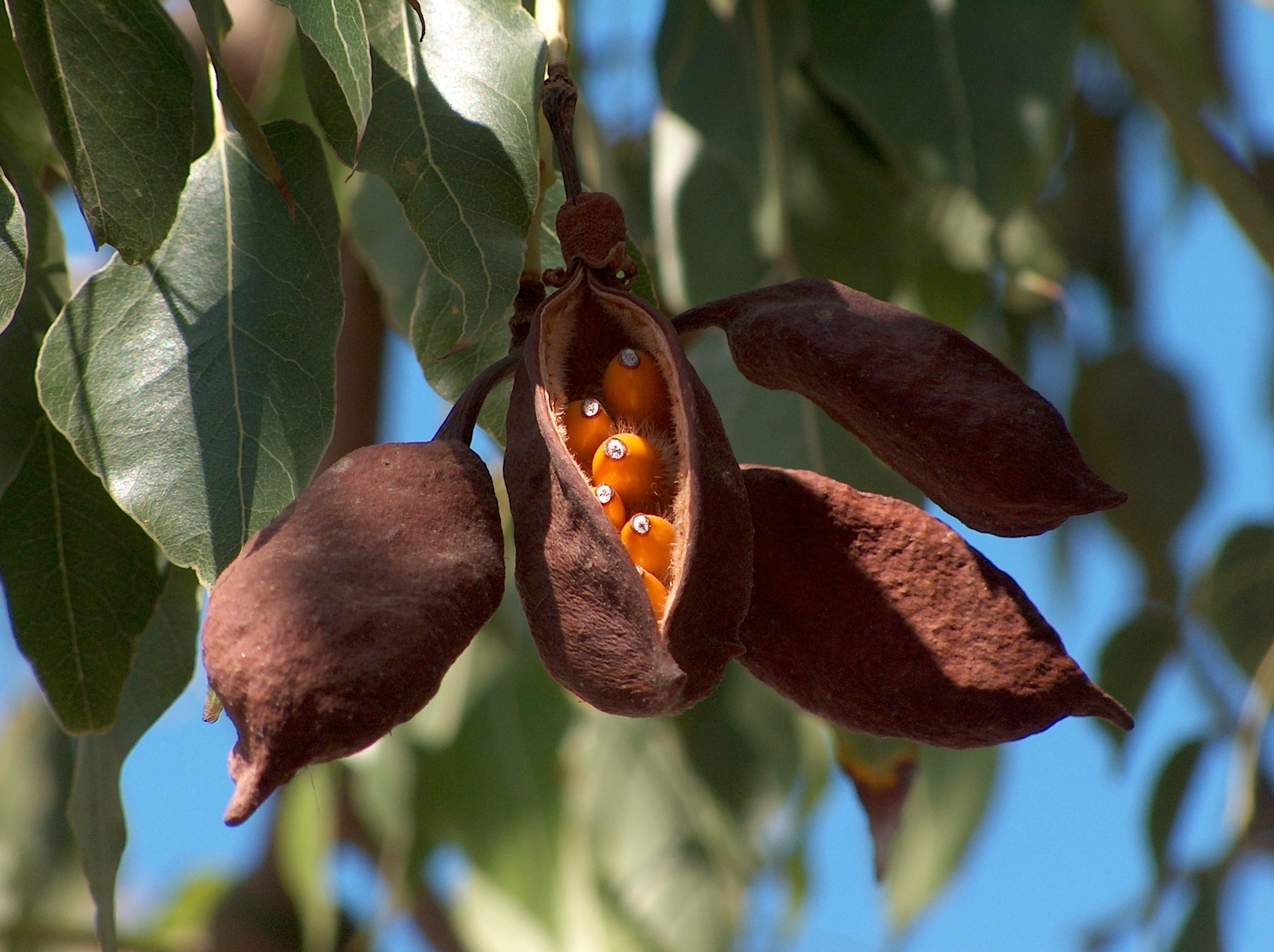
Follicolo di Brachychiton populneus
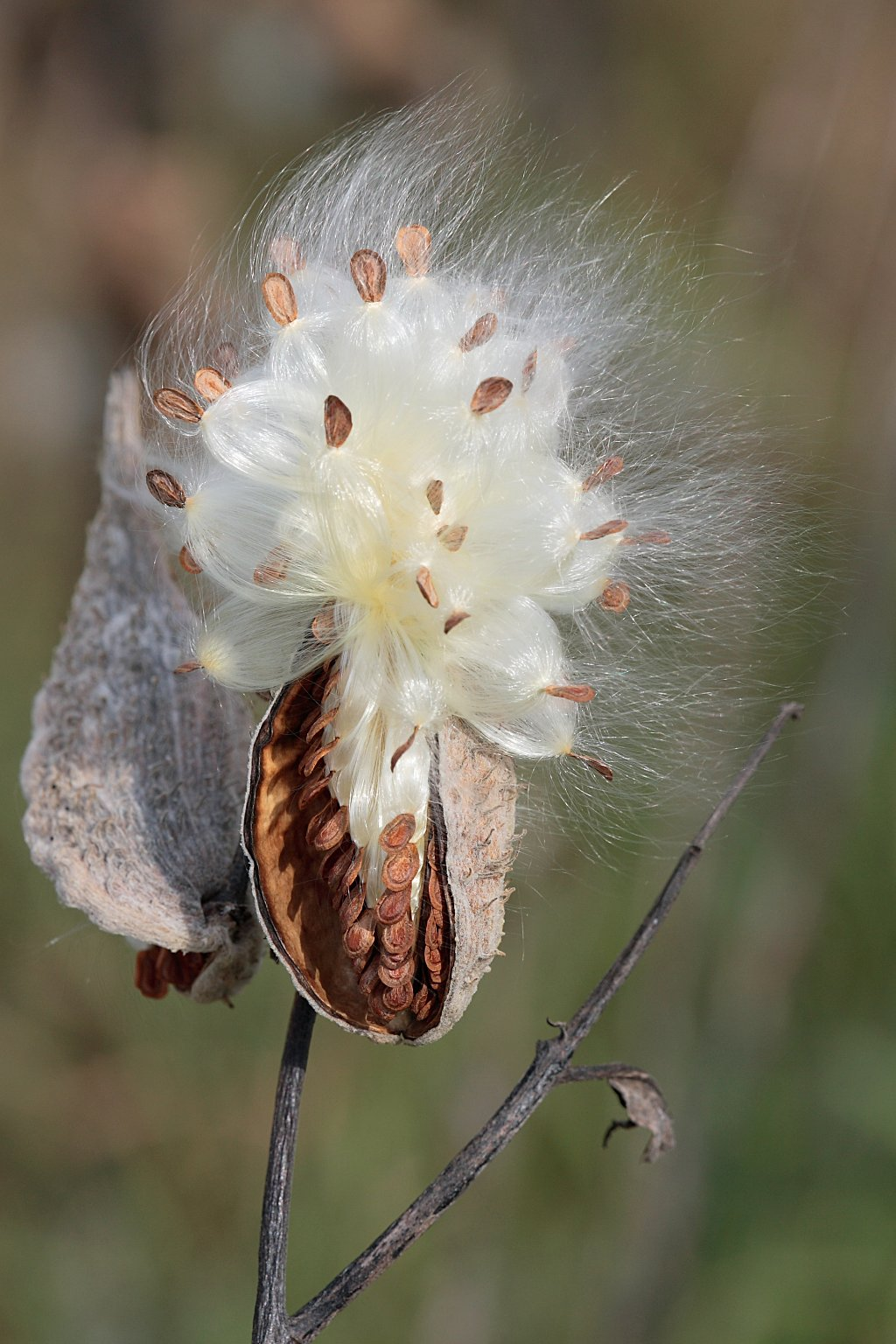
Follicolo di Asclepias syriaca
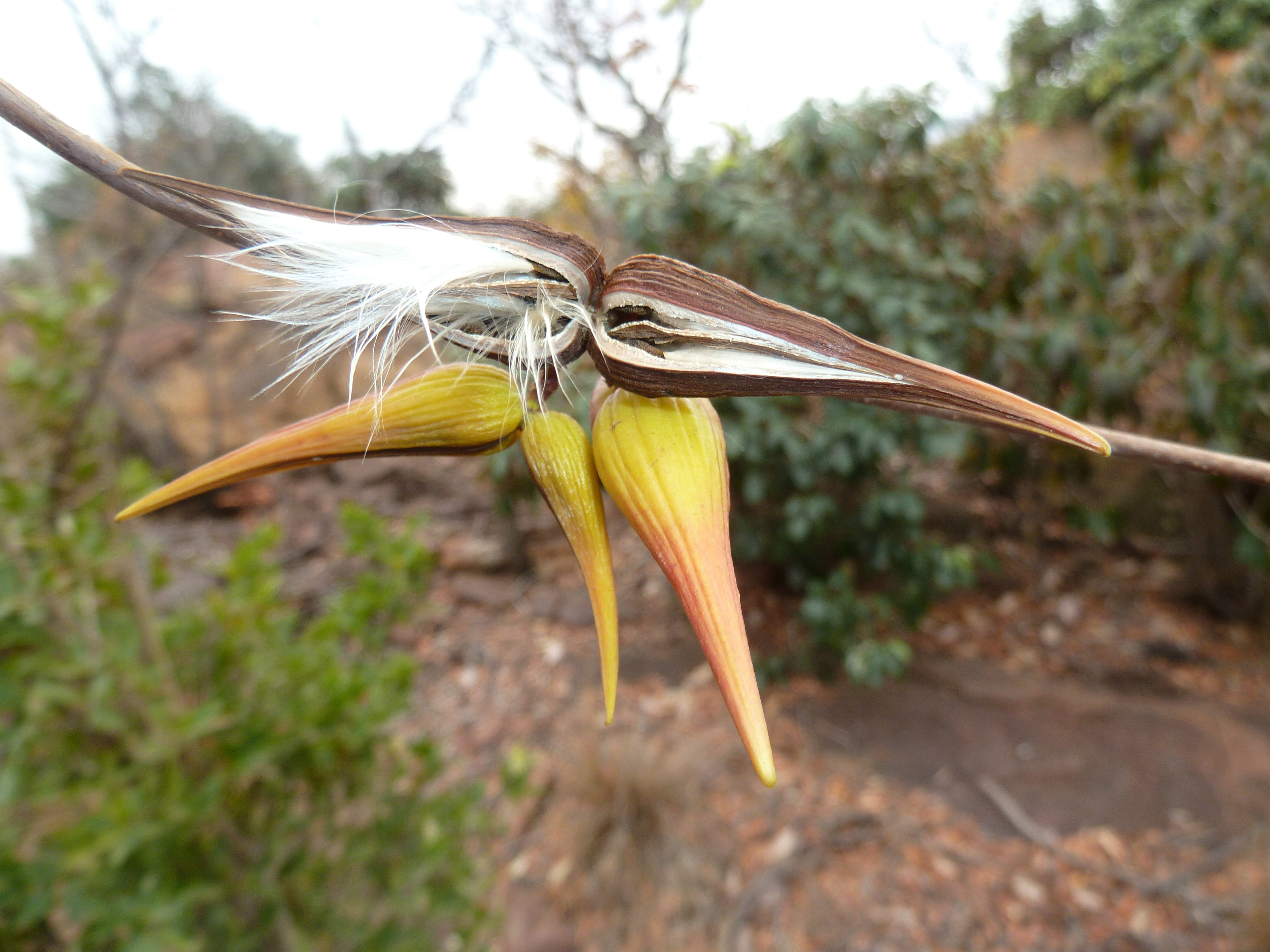
Follicoli di Cryptolepis cryptolepioides